# 前595年
| 千纪： | 前1千纪 |
| 世纪： | 前7世纪 \| 前6世纪 \| 前5世纪 |
| 年代： | 前620年代 \| 前610年代 \| 前600年代 \| 前590年代 \| 前580年代 \| 前570年代 \| 前560年代                                                                                     |
| 年份： | 前600年 \| 前599年 \| 前598年 \| 前597年 \| 前596年 \| 前595年 \| 前594年 \| 前593年 \| 前592年 \| 前591年 \| 前590年                                                       |
| 纪年： | 周定王十二年 魯宣公十四年 齐顷公四年 晉景公五年 秦桓公九年 宋文公十六年 楚庄王十九年 衛穆公五年 陈成公四年 蔡文侯十七年 曹文公二十三年 郑襄公十年 燕宣公七年 杞桓公四十二年 |

## 大事記
- 楚國申舟出使齊國經過宋国境内，没有向宋国提出通行申请，被華元俘獲。 華元以為這是楚國侮辱宋國，所以將申舟殺了。不久，楚莊王包圍宋都商丘，長達七個月。宋國很多人餓死，易子而食。晉國一直不來救援。宋文公派華元議和。华元夜里私下去见楚国将帅子反。子反报告给楚莊王。楚莊王因为华元的诚实之言而罢兵。

## 逝世
- 申舟，春秋時期楚國左司马。